# لورا نيوبولد وود
لورا نيوبولد وود (بالإنجليزية: Laura Newbold Wood)‏ هي كاتِبة أمريكية، ولدت في 15 مارس 1911 في سانت لويس في الولايات المتحدة، وتوفيت في 5 ديسمبر 2003 في Cotuit, Massachusetts ‏ في الولايات المتحدة.